# Arginină
Arginina (prescurtare Arg sau R) este un aminoacid necesar pentru funcționarea în bune condiții a glandei hipofize. Împreună cu fenilalanina, ornitina și alte substanțe cu acțiune neurologică, arginina este indispensabilă pentru sinteza hormonului de creștere al acestei glande. Necesarul de arginină este ceva mai mare la bărbați pentru că lichidul seminal conține în cantitate de aproximativ 80% acest aminoacid, iar deficitul poate duce la sterilitate. 

## Acțiune
Printre rolurile acestui aminoacid în organism, se pot număra: mărirea cantității de spermă, mărirea imunității naturale și ajutorul în vindecarea rănilor. De asemenea, aceasta permite metabolizarea depozitelor de lipide din organism și tonifică țesutul muscular. Asigură vioiciune fizică și mentală.
S-a demonstrat că Arginina ajută la producerea hormonului de creștere (GH) de către glanda pituitară.
Hormonul de creștere promovează un anabolism natural și sănătos în tot organismul, ajutând la sinteza proteinelor în celule. Datorită rolului reparator al țesuturilor afectate, arginina ajută la repararea rănilor și a oaselor.